# 佐藤ひでこ
佐藤 ひでこ（さとう ひでこ、1962年-   ）は日本のピアニスト。
プロクラシック音楽界の一流演奏家の登竜門 「コンサート・ベストテン&ベスト・アーティスト」2023選出（ 柴田龍一 音楽評論家より）。ゲンリフ・ネイガウス、ヤコブ・ザーク、エミール・ギレリスの孫弟子。日本人で最初のダンタイソンの弟子。神経学の医科学修士。

## 来歴[2][3]

### 音楽歴[1][2]
1965年、3才から東京音楽大学ピアノ科講師（1961-79）の実母 佐藤麗子よりピアノの手ほどきを受ける。1970-1974年 桐朋学園大学音楽学部附属子供のための音楽教室ピアノ科。1976-1978年 東京音学大学付属音楽教室ピアノ科。1978-1979年 東京音楽大学付属高校ピアノ演奏家コース入学・中退。1983年 東京音楽大学ピアノ科入学。1985年 旧ソビエト連邦ベラルーシ共和国国立音楽院（短期）。1987年 東京音楽大学ピアノ科卒業。1988-1989年 ポーランド国立ショパン音楽アカデミー Postgraduate ピアノ科1年修了。1989-1990年 ポーランド国立クラコフ音楽アカデミーPostgraduate ピアノ科2年修了。1994年 第4回チッタ・ディ・カントゥ国際ピアノ協奏曲コンクール ロマン派部門 diploma 海外進出を目指すピアニストのための「AfiA, ピアニスト・オーデション2018」でイタリア派遣賞（イタリア文化会館協力 / 2000年度第11回出光音楽賞受賞者の村中大佑主催）　
【コンサートベストテン】佐藤は40人の評論家が選ぶコンサートベストテン2023（音楽之友社）に選ばれている 。このベストテンは、 音楽之友社の「音楽の友2月号」（毎年2月号）の誌上で発表され、40人の日本を代表する評論家が、日本で開催された世界的な一流オーケストラや国内外の一流演奏家の全てのコンサートのなかから10人（組）を選出するものだが、佐藤が1995年以来23年ぶりのブランクを経ての復帰リサイタルを2018年に開催後、わずか5年目の2023年に、日本で年間開催される莫大な公演数のクラシックのコンサートのなかから10位以内のランクインは、前例がなく驚愕に値する。

### 師事歴[1][2]
佐藤麗子、山口喜久子、志村安英、井口愛子、野島稔、中島和彦、関根有子、Natalya Tyomkina、Alexander Tselyakov（Александр Целяков）、Dang Thai Son、Irena Sijałowa-Vogel (student of H. Neuhaus)、岩崎淑

### 人生の歩み[1][2]
生い立ちから桐朋学園の音楽教室をやめるまで
1962年 東京都新宿区の慶応義塾大学病院で生まれる。東京都渋谷区代々木で育つ。私立代々木幼稚園 （祖父の従兄弟が経営: 後の渋谷区立山谷幼稚園）卒園。渋谷区立山谷小学校]（現: 渋谷区立代々木山谷小学校）卒業。1978年渋谷区立代々木中学校卒業。中2から東京音楽大学付属音楽教室で研鑽を積み、付属音楽教室修了後、東京音楽大学付属高等学校へ進学。
東京音楽大学でピアノ科講師をしていた永井進門下の実母・佐藤麗子から、物心付く前からピアノの専門教育を受けていたが、次第に母の指導に従わなくなったことから、母は小2から桐朋学園大学音楽学部附属子供のための音楽教室に入室させたという。佐藤麗子の師は東京芸大の永井進だったが、ひでこはピアノの練習をあまりしない子供だったことから、麗子は「永井系の先生だとご迷惑がかかるから」という理由で、麗子とは全く関係のない桐朋学園に入室させたという。
小3からは、小林愛実の師の二宮裕子の実母でピアニストの山口喜久子に師事していた。レッスンも順調だったという。当時、二宮裕子はアメリカに留学中で、山口喜久子と交友関係にあったアリシア・デ・ラローチャが二宮不在のピアノの部屋によく練習しに来ていたとのことだが、もしひでこがラローチャの演奏を聴いていたとしたらひでこのピアノ嫌いは、それほど酷くならなかったのではないかときく。順調に進んでいたはずのレッスンだが、ひでこが小5の時に山口喜久子は健康上の問題で桐朋学園を辞めた。
山口の退職後、ひでこは桐朋学園側から自動的につけられた師の下でピアノを学ぶことになった。当時、生徒側から大学側に希望の師を届け出ないと、大学側が自動で振り分けるシステムだった。しかし新しい師のレッスン場所は一軒家の地下室にあり、そこにはアップライトピアノ以外は置かれておらず、裸電球1つだけがぶら下がっているコンクリートの壁の湿った薄暗い部屋でレッスンが行われ、K先生はピアノの鍵盤の端に足を投げ上げてレッスンをするのが常であった。
小6のひでこは、そのようなレッスンに嫌気をさしていた。当時、ひでこはまだ芸術性のあるピアノ演奏を聴いたことがなく、機械的な訓練や、周りから聴こえてくる汚いピアノの音色から、ピアノを好きになれなかったため、桐朋学園大学音楽学部附属子供のための音楽教室を6年生でやめ、ピアノもやめた。
東京音大の音楽教室から高校中退まで
ピアノを辞めていたひでこは、中学2年の1976年より東京音楽大学付属音楽教室で再びピアノを学ぶことになった。中村紘子など日本のピアノ界を背負う一流ピアニストを大勢育てた人物で知られている井口愛子が、1974年に野島稔や弘中孝など井口愛子の育てた大勢の弟子たちをひきつれ桐朋学園大学から東京音楽大学に移った際、井口は桐朋学園こどものための音楽教室の一流のピアニストを育成するメソードを当時は少人数制で徹底教育するため東京音楽大学付属音楽教室を設立した。
東京音楽大学ピアノ科で指導にあたっていた母 佐藤麗子は、当時、東京音楽大学助教授の志村安英から「お嬢さん東京音大の音楽教室で学びませんか」と薦められ、ひでこは東京音大附属音楽教室で志村安英と井口愛子の下、再び徹底したピアノの専門教育を中2から受けることになった。
ピアノのレッスンは桐朋の頃とは違い、先生たちとの相性も良く、与えられた課題曲もひでこの特質に合致していたためか、順調に上達していった。
高校入試ではサン＝サーンス：第5協奏曲のフィナーレによるトッカータ Op.111-6などを演奏した。順調に入学した附属高校だったが、入学2カ月目の5月、高校の階段の上から足を踏み外し下まで落ちた。左腕骨折、右手のひらをザックリ切り、7月頃までギブスをはめていたため全く練習ができない日々となった。9月にエチュードとバッハの試験があり、本来なら入学後から数か月間で仕上げるところ、1か月程でピアノ演奏家コースの課題曲のショパンとリストのエチュードを仕上げた。井口がひでこへ与えた課題は、ショパン25-1、リスト超絶技巧練習曲 第7番「エロイカ」だった。試験を一緒に受けた生徒は、小川典子、東誠三、大竹道哉などがいたという。
無事に試験も終わったが、当時の15, 16才にしては大曲を短期間のうちに仕上げなければならない過度な集中練習でひでこの精神は疲労、次第にピアノから興味がなくなり学校へも行かなくなり中退した。
体育系高校から4年間のブランクを経て、再び東京音大へ、美しい演奏を求めて
ひでこが16才で東京音大附属高校を中退してから2年遅れての20才で大学入学までの4年間は謎が多い。空手をやっていたと聞くが、高校も東京都の都立高校、日本音楽高校 などを編入・中退し、複数通ったようだ。東京音大附属高校を中退後は実家を出て 日本実験医学研究所（現 株式会社SRD生物センター）に住んでいた時期もあるという。 日本実験医学研究所は、当時、東京女子医大卒の耳鼻科医である伯母 水野信子の家の一角に ひでこの実父 宗司の兄で外科医であり医学研究者でもある 元国立がんセンター内分泌室長の 佐藤隆一が、隆一自身の研究のために設立した研究所である。現在は、株式会社SRD生物センターとなっている。
1970年代、非常に活発に研究活動を行っていた伯父の佐藤隆一を間近にみていた影響か、現在ひでこはピアノだけでなく医学研究も行っている。東京音大附属高校を1年で中退してから5年後、ひでこは東京都世田谷区にある日本女子体育大学附属二階堂高等学校を卒業、同年4月、東京音楽大学に進学しているが、16才でピアノをやめピアノを再開したのは4年間のブランク後の高3（20才）の夏以後で、東京音大のピアノ科の受験を決定したのは入試の数か月前であることが、公式HPから知ることができる。
体育系の日本女子体育大学附属二階堂高等学校から音楽大学へ進学するケースは前例がなかったことから、ひでこは音大を受験するにあたり、心構えや環境作りを当時のバドミントンや球技の授業を受け持っていたバドミントンで全米オープン優勝選手の湯木博恵に相談し、「突き指など怪我」などの予防のため受験日にあたる1月つまり3学期から体育の授業は受けなくても良いことを合意してもらい、ピアノの練習や受験勉強に集中できる環境作りをしてもらえたことに対し強く感謝しているという。
音楽系大学受験を考え始めた当初、ひでこは真剣にピアノを再開する気持ちはなく、桐朋学園短期大学（現：桐朋学園芸術短期大学、国立音楽大学の保育科などを視野に入れ、夏期講習なども受講していたようだ。東京音楽大学附属高校で当時は、少人数制の英才教育を実施するために井口愛子が設立した「ピアノ演奏家コース」に、選ばれて所属していたが、4年間のブランクを経て再び東京音大に外部から入学した際には、ピアノはあまり真剣にはやらない予定であったと聞く。
ひでこは1983年、大学入学直後の1年生の5月に1回目の結婚をしている。紀尾井町のホテルニューオータニでの挙式および披露宴には、東京音大の当時の野本良平理事長や、井口愛子、志村安英などが招待されたときくが、主賓テーブルには誰1人と出席がなかったようだ。大学1年生の12月、ひでこの母は、どこからか日本フィルとダン・タイ・ソンのチケットを手に入れ母娘で聴いたことが、後のひでこの運命をピアノの世界へ誘うきっかけとなった。ひでこは生まれて初めて「ピアノの音はこんなに美しい響きであったか」を知ったという。
ひでこは「ONTOMO MOOK 人生をより豊かにする音楽と医学（2024年3月発売 音楽之友社）」で伊熊よし子からのインタビュー内で「ダン・タイ・ソンの美しい演奏、その奏法を手に入れたいと思った」と答えている。その頃、ひでこのピアノへの情熱が生まれた。
東京音大、鉄のカーテンの向こう側 ソビエト連邦へ
東京音大に入学はしたが、1年生の12月からひでこの行動は次第に変化していった。当初、ひでこは「東京音大は卒業をするだけ」で、ピアノを全く一生懸命に学ぶ気持ちはなかったため、東京音大附属高校で選抜されて所属していたピアニストを養成する「ピアノ演奏家コース」ではなく「ピアノ科」を入学時に希望し受験した。
前述のようにひでこは1年生の5月に結婚をし、当初住んでいた世田谷区梅丘のアパートでは電子ピアノを置き、軽く練習をしていたそうだ。音大生でありながら、当時はピアノの練習よりも1981年夏頃から全日本空手道連盟に属する剛柔流空手道「拳剛会」（当時 世田谷区経堂）で空手の鍛錬に勤しんでいたという。全日本空手道連盟剛柔会は山口剛玄が創始者である。ひでこが入会したきっかけは、実父 佐藤宗司が「連日部屋にこもりピアノの集中練習ばかりしているとひでこは精神は破壊される、運動は必須」との考えで、父が当時通っていた世田谷区経堂の拳剛会の空手道場に無理やり通わされたという。最初は気がすすまなかった空手であるが次第に楽しく通うようになったそうだ。
ひでこが物心ついた時、実父は既にニューヨークに単身赴任をしており、ひでこが小学4年生あたりまでは海外勤務が多く、長い年数 離れて暮らしていたとのことだが、秀子にとり父と共に通った経堂の拳剛会 空手道場での日々が、父と過ごした唯一の良い想い出になっているという。ひでこの最初の結婚相手は剛柔流空手道の当時 助教4段（現: 全日本空手道連盟剛柔会 剛柔流空手道拳剛会会長 範士 8段 柔道整復師）であった影響から、ひでこも一時は空手家をめざしていたときく。1984年頃、次の1988年ソウルオリンピックでは空手かテコンドーが種目に入る噂があり、ひでこの結婚相手を含む道場の指導員や師範たちはオリンピック出場を目指して鍛錬を積む日々であった。ひでこもその影響を受けて極度の集中スクワットをし両膝を痛めたのもこの時期だという。
しかし、ひでこは東京音楽大学1年の12月にダン・タイ・ソンの奏でる美しく芸術性のある演奏に出会い感激し、その演奏の美しさを手に入れたいと思い、すぐにピアノに傾いたという。ひでこはモスクワ音楽院のダン・タイ・ソンの師ウラディーミル・ナタンソン Vladimir Natanson（1909〜1994）の下で研鑽を積みたいと思ったとのこと。
1983年当時ダン・タイ・ソンはモスクワ音楽院の大学院生で、1980年 第10回ショパン国際ピアノコンクールでアジア人出身ピアニスト初の第1位と金メダルを取得後、ドミトリー・バシキーロフに師事していたが、ひでこは2つの派に分かれるロシア奏法のなかでも、ダイナミックなソビエト学派であるドミトリー・バシキーロフではなく、ダン・タイ・ソンのようなメロディーを歌で歌うような美しい演奏を手に入れたいと思っていたとのことで、ダン・タイ・ソンがモスクワ音楽院に留学しショパン国際ピアノコンクール出場前に学んでいたロシア学派のウラディーミル・ナタンソンの下で研鑽を積みたかったときく。
1983年3月頃、空手からピアノに気持ちが傾いたひでこは、実家のピアノでの練習に集中する時間が増えていき、結婚相手とは自然に別居、12月には離婚が成立してすぐに、ひでこは当時のソビエト連邦白ロシア共和国の首都にあるミンスク音楽院（現 ベラルーシ国立音楽院）にレッスンを受けにいったという。ミンスク音楽院では、モスクワ音楽院でヤコフ・ザークとエミール・ギレリスの下で学んだロシア学派のNatalya Tyomkina教授およびソビエト学派のアレクサンドル・ツェリャコフ Alexander Tselyakov（当時ツェリャコフは助手、ひでこが学んだ1983年から3年後には第8回（1986年）チャイコフスキー国際コンクールピアノ部門第4位に入賞している）に師事をした。ひでこは初めて学んだロシア学派のレッスンの素晴らしさに感激をし、日本に帰国したらすぐに東京音楽大学を中退しソ連に留学をしようと思ったそうだ。　　
当時、日本からソ連との国家間の留学制度は当時の文部省によると交換留学のみであった。才能や音楽家の血筋を重んじる当時のソ連の音楽院への留学には、教授や音楽院からの「招待状」（入学許可）をもらえないと留学は不可能であったそうだが、ひでこはNatalya Tyomkinaからミンスク音楽院への受け入れの招待状＝入学許可を受け取っていた。　　
ちなみに当時1970年代にソ連に留学可能ピアニストはレフ・オボーリンの弟子となった野島稔とヤコフ・フリエールの弟子となった高山三知子の2人のみであることは音楽界で良く知られているが、招待＝入学許可された日本人はひでこが日本人で3人目であったことから、当時の東京音大の理事長 野本良平もソ連の音楽院からの秀子への招待の手紙には驚いたそうだ。　　
「日ソ音楽家協会（現 日本・ロシア音楽家協会）」でも、1987年当時は成人専門家のみが入会可能であった会だというが、ソ連の音楽院からの招待状を手にいれていたことで学生の身分で正会員となることができた。しかし、ひでこを待ちうけていたものは、ひでこの実父 宗司と師の井口愛子の猛反対であった。
実父 佐藤宗司は「国家間で何かがあった場合、ソ連からは出国不可能、日本には帰国できなくなる、鉄のカーテンの向こう側には助けにいくことは不可能」。当時のソ連はそれほど厳しい国であったという。井口愛子はひでこが再びピアノに一生懸命になっていたことは知らず「私みたいな人間なら大学など卒業をしなくても構わないが、秀子さんは日本の大学くらいは卒業しておきなさい」と、東京音楽大学を中退しないように厳しく説教したそうだ。ひでこは、やむを得ず日本に留まり、将来の自分の演奏の理想を脳裏に強く置き、とりあえず東京音楽大学を卒業することになった。
東京音楽大学在学と霧島国際音楽祭
ポーランドへ
苦難が続くワルシャワでの生活とベラルーシのミンスク
カナダ・トロントへ
帰国リサイタル後の苦難
指が意思に反して勝手に動く奇病、苦悩の日々
音楽家のジストニア
23年間の沈黙を経て奇跡的に完治、復帰
順天堂大学大学院医学研究科の神経学講座へ
コンサートベストテン

## 主な演奏歴[1]
1985年旧ソビエト連邦白ロシア国立ミンスク音楽院 コンサートホール、1985年旧ソビエト連邦白ロシア国立ミンスク音楽院 コンサートホール、1990年 クラコフ音楽院大ホール（オールショパンプログラム Poland）、1994年 ヴィオッティ・ヴァルセジア国際コンクールガラコンサート（ルーマニア国立クライウォーヴァ交響楽団・オヴィディオ・バラン指揮）、1995年 帰国記念リサイタル（東京・津田ホール、新潟・新発田市民会館、群馬・大泉町文化むら大ホール）、2018年 復帰リサイタル（すみだチェリーホール、赤坂ベヒシュタインセンター、浜離宮朝日ホール）、2019年 ピストイア市立マベリーニ音楽院（Italy）、2020年リサイタル（東京文化会館小ホール、 逗子文化プラザなぎさホール、二宮町生涯学習センター ラディアンホール）、11月YouTube動画収録（逗子文化プラザなぎさホール）、2021年3月二宮町生涯学習センターラディアンホール（YouTube動画収録）、2022年3月小田原三の丸大ホール（YouTube用動画収録）、5月逗子文化プラザなぎさホール（YouTube動画収録）、2022年9月小田原三の丸大ホール「宗次エンジェル基金／日本演奏連盟正会員のための公演活動支援事業」、2023年11月東京文化会館小ホール（CDリリース記念）「宗次エンジェル基金／日本演奏連盟正会員のための公演活動支援事業」

## 演奏配信
HS classic Official Channel 、M&H Official Channel  (M＆H Music Festival in Pistoia official channel）、HSIPPI Official Channel   (HS classic International Piano Performance Institute)、fontecvideo1  fontecは日本人演奏家によるクラシック音楽や日本人作曲家による現代音楽を中心としたCDレーベルです。1971年の創立以来、延べ1,000タイトルを超える作品をリリース。 特に日本の現代音楽におけるカタログの豊富さ、クオリティの高さには、国内外から高い評価を得ています。、Apple Music 、Amazon Music、Deezer 、レコチョク 、ピティナ・ピアノ曲事典 

## 演奏の特徴 / 評論
佐藤はロシア学派の正統的な奏法を受け継ぎ、鋭い感性を究極に美しい音色で極めてデリケートな解釈で奏でる演奏家である。繊細で叙情的な面を持ち合わせている反面、非常に激しい気性も持ち合わせている。　
繊細で透明度の高いピアニズムの持ち主である彼女は、同時にすこぶるナイーブで感じやすい感性を有しており、自分が感じ取ったその純度の高い音楽を物おじせずに堂々と表現して、筆者に深い感銘を与えてくれた。驚くほどキメの細かい演奏であって、そのセンシティブな表現には、ショパンの音楽を深く追体験した者のみに可能な人間的な感情の機微が随所に息づいていた。　
その純粋無垢（むく）な叙情的表現の質に特に見るべきものがあり、これほどまで清らかに歌い上げられたこのソナタの演奏は、筆者がこれまでに接したことがなく、そこで繰り広げられている天国的な世界は、あらゆる聴き手を引き付けるアピールを放っていた。　
白眉は、何と言っても最後のベートーヴェン『ピアノ・ソナタ第31番』であると指摘されなければならない。最晩年の傑作の一つとして誉れ高いこの作品は、確かに楽聖の精神美の極致を象徴する名作の一つに他ならないが、佐藤のアプローチは、それを筆者の想像を上回るほどまでに掘り下げており、特にフィナーレなどは、身震いするほどの神々しさを感じさせた。
ロシア奏法を体現し、鋭敏な感性に基づき本能で奏でる演奏は、聴き手の心を揺さぶる（伊熊よし子 音楽評論家）

## ディスコグラフィ
- 2023/11/8  De Profundis(デ・プロフンディス) フォンテック FOCD9889[1][24][4]

## プレスリリース
- 2024年3月発売 ONTOMO MOOK 「人生をより豊かにする音楽と医学」音楽之友社[1]

## インタビュー / コラム など[1]
- プロの流儀をとことん聞き取る「キキゴタエ」
- 伊熊よし子の クラシックはおいしい「佐藤ひでこ」

## 教育/審査員/音楽系学会[1][25]
1987-不明 日ソ音楽家協会（現: 日本・ロシア音楽家協会） 正会員（ワルシャワ留学で会費無納入のため資格消滅）、1987-88 日ソ協会正会員、日本ベトナム友好協会 会員、1992-（公社）日本演奏連盟正会員、1995-2019 ピティナ・ピアノ・コンペティション 審査員、1995-2019（一社)全日本ピアノ指導者協会 フェステバル実行委員（旧: 企画委員会）、1995-2010（一社)全日本ピアノ指導者協会 国際委員、1996-2013 東京音楽大学付属音楽教室 ピアノ科助手、1996-2019 ピティナ・ピアノステップ アドバイザー、1996-2019 日本音楽療法学会 正会員、1996-2024 日本・ロシア音楽家協会 正会員、2000-2010（一社)全日本ピアノ指導者協会 国際委員会 副委員長、2014-2018 日本・ロシア音楽家協会 事務局、2016-全日本ジュニアクラシック音楽コンクール 審査員、2017- 東京国際ピアノコンクール 審査員、2018- 楽器奏者のためのフォーカル・ジストニア回復レッスン、2020- 【 M & H Music Festival in Pistoia 】CEO / 芸術監督 / ピアノ教授、2022- HS classic International Piano Performance institute CEO / ピアノ教授

## 医学研究
出典:
1989年、ポーランド留学中にピアノのジストニアに罹患し、2016年に独自が開発したリハビリ方法で完全完治に至り完全に元の機能を取り戻し、2018年23年ぶりに浜離宮朝日ホールで復帰リサイタルを開催し演奏活動再開。専門教育を受けたプロピアニストのジストニアの発症機序および治療法を解明、2023年から順天堂大学大学院 医学研究科で研究。2020年から HS classic International Piano Performance Institute で専門的にピアノを学んだピアノジストニア患者にリハビリレッスンを実施。
2023/4 順天堂大学大学院 医学研究科 医科学専攻 修士課程 （神経学講座）入学、2024/9 横浜市脳卒中・神経脊椎センター客員研究員、2025/3  順天堂大学大学院 医学研究科 医科学専攻 修士課程（神経学講座）修了、 医科学修士（MMSc (Master of Medical Science)）取得 、2025/4 順天堂大学大学院 医学研究科 医学専攻 博士課程 入学（神経学講座）
2023- 日本神経学会（学生会員）、2023- 日本神経精神薬理学会（学生会員）、2023- 日本神経治療学会（学生会員）、2024 -日本基礎理学療法学会（専門会員 B）
「音楽演奏家ジストニアの発症機序と治療への考え方」長谷川修（横浜市立大学名誉教授）・佐藤ひでこ、日本病院総合診療医学会雑誌  2023 年 19 巻 1 号 p. 62-67
researchmap 

### 幼少～思春期頃の医学とのつながり
日本実験医学研究所に下宿
実父 佐藤宗司の兄の伯父 佐藤隆一は、実験腫瘍学に新たな扉を開いた吉田富三が発見した吉田肉腫に非常に感受性の高いDONRYU-RATを開発した外科医であり医学研究者である。ひでこは東京音楽大学附属高校ピアノ演奏家コースを中退後、佐藤隆一の設立した日本実験医学研究所（現 株式会社SRD生物センター）に半年以上下宿をしていた。高校を中退した1979年当時は、渋谷区代々木の佐藤隆一の小児科医である妻 節子の耳鼻科医である妹 東京女子医学専門学校卒業（現 東京女子医科大学）の水野信子の自宅の一角に、日本実験医学研究所は存在していたとのこと。伯父 佐藤隆一の医学研究に関わる人物が沢山訪れていたのを目の当たりに見ていたという。
ラット実験場
幼少の頃、両親に連れられて、群馬県邑楽郡の佐藤家家作の旧米軍駐留軍将校住宅を改造しラット繁殖施設でF60代を超えたInbred Strains of Rats. Rat News Letter No.3に近交系DONRYU-RATとして認証登録されたものを原種とし非近交系クローズドコロニーとしてラットを繁殖させているラット実験場を見学したという。ひでこの記憶によると、70㎡位を超える広さに、40～50×20センチ程のゲージが隙間なく置かれ、1つのゲージの中には1匹のドンリュウラットが入れられ、1センチ程の管から水飲んでいたラットの姿が、現在でも鮮明に脳裏に浮かぶとのこと。
バイオジトン8
佐藤隆一が開発していたバイオジトン8を、隆一の研究のため水野信子と共に日本実験医学研究所下宿時、信子に勧められて服薬していたという。佐藤隆一は、がん特効薬を開発研究しており、がん細胞を死滅させるのは細胞を若返らせることであると1970年には既に考察していた。現在、バイオジトン8は、株式会社三和化学研究所は1990年8月30日にセロシオンⓇカプセル10として承認申請を行い、1994年7月1日に承認され、1994年8月29日にB型慢性肝炎治療薬セロシオンとして発売を開始した。
セロシオン （プロパゲルマニウム）
2015年1月3日日本経済新聞に「がん転移を抑える薬剤　九大、マウス実験で確認」の以下の記事が発表された。
「マウスに移植したがん細胞の転移を抑えられる薬剤を見つけたと、九州大の中山敬一主幹教授らが2日、米科学誌に発表した。転移先でがん細胞を取り囲み、増殖を助ける「がんニッチ」と呼ばれる細胞群の形成を阻むという。この薬剤はB型慢性肝炎の治療薬として処方されているプロパゲルマニウム。ニッチを狙い転移を抑える初めての薬となり得るが、現段階ではがん患者への効果は未確認。チームは「国の承認が出るまで使用しないで」と警告している。チームは乳がん患者の血液を分析し、Fbxw7という酵素が少ない人はがんが再発しやすいことを発見。この酵素が減るように遺伝子操作をし、がん細胞を移植したマウスを調べると、がん細胞の周りにある線維芽細胞がCCL2というタンパク質を多く分泌し、白血球の一種「単球」を呼び寄せてニッチを作り上げていることが分かった。単球がCCL2に反応しなくなるプロパゲルマニウムを投与するとニッチが作られず、転移先でのがんの増殖を大幅に抑えられたという。〔共同〕佐藤隆一は、がんを死滅する特効薬を開発おり、開発したバイオジトン8＝セロシオン（プロパゲルマニウム）が、がん細胞の増殖を抑えることは既に研究済みである。2年後の2017年、九州大学発表の論文「トリプルネガティブ乳がんの転移後増殖をターゲットとした新規抗がん剤の開発」の成果の概要に「特に、米国特許庁からは、『セロシオンが癌に効くと言う事は既に公知であり新規性、進歩性が無い』との指摘があり海外特許は現在メインの製薬企業が撤退するなど厳しい現実に直面している。」
と記載がある。
音楽家ひでこの医学研究実施は、佐藤隆一の影響、一族に医学者が多いことから自然の成り行きであると言える。

## 親族
実父は、佐藤宗司 1932-2008、慶応義塾大学法学部卒、元日本フィリップス株式会社相談役およびフィリップス・ライティング株式会社取締役会長。実母は、佐藤麗子 1934-  新潟県新発田市出身、東洋音楽短期大学ピアノ科卒（現:東京音楽大学）永井進に師事、昭和36年-54年東京音楽大学ピアノ科講師。
父 佐藤宗司の実兄（伯父）は、佐藤隆一（1920-1983 慶応義塾大学医学部卒 医師 医学博士、元国立ガンセンター内分泌治療研究室長、日本実験医学研究所所長（現 SRD生物センター）、吉田富三博士が発見したラットの腹水癌である吉田肉腫の植えつけに成功したドンリウラットおよびセロシオンの開発者 ）。佐藤隆一の妻は、節子（旧姓: 水野、東京女子医学専門学校卒業後、同校生理学教室勤務（現 東京女子医科大学、小児科医）。佐藤隆一の長女は誠子（1947-   国立音楽大学卒 声楽家、俳人）、次女 美知子（東京女子医科大学卒 調布市つつじが丘で佐藤小児科医院を開業 現在は閉院、三女 則子（1950-   日本医科大学卒 国立病院機構埼玉病院皮膚科医長、現在 大塚駅前南口皮膚科開業/院長）
伯父 佐藤隆一の妻 節子の弟 水野昭平は、社会医療法人社団 昭愛会の創立者で 元 理事長。妻 節子（1922年生 東京女子医学専門学校卒業後、同校生理学教室勤務（現 東京女子医科大学、小児科医）、節子の妹は水野信子（東京女子医学専門学校卒業（現 東京女子医科大学、耳鼻科医）信子の夫は久保孝（京都大学医学部卒 内科医）久保孝は妻の信子と共に東京・代々木に赤心堂病院（救急）を開業、現在、赤心堂病院は信子の息子 久保宏隆（慈恵医科大学卒）が東京 代々木で赤心堂病院の跡地で赤心堂クリニックを開業。久保宏隆の妹 坂本眞理子は元代々木歯科医院院長（開業）。真理子の夫は歯科医師の坂本道世で元代々木歯科医院。
母 麗子の上の兄（ひでこの伯父）は、大岩泰 東京大学卒、元通産省官官僚（インドネシアなど）大平洋金属株式会社取締役、第51回（昭和52年）に（一社）資源・素材学会で学会賞受賞 が記録から知ることができる。泰の妻 孝子の父は、馬淵逸雄（陸軍少将）、泰の妻の妹 栄子の配偶者は 原田泰夫（1923-2004、将棋棋士九段、日本将棋連盟会長[1961-67]）。大岩泰の息子は、大岩烈（学習院中等科 高等科を経て学習院大学 物理学科卒、2018-2020 公社 日本表面真空学会 副会長、2013-2017日本表面科学界 副会長。
実母 麗子の2番目の兄（ひでこの伯父）は、大岩明雄（東京工業大学卒、元東芝役員 原子炉設計）。昭雄の妻は照子（東京薬科大学卒、東薬会相談役（大02））照子の実弟は 大木一三（日本大学歯学部7回卒、元日本大学教授、日本大学歯学部付属歯科病院院長、歯学部局部床義歯学）